# 諾斯克里克 (印地安納州)
諾斯克里夫（英語：Northcliff）是位於美國印地安納州巴塞洛繆縣的一個非建制地區。該地的面積和人口皆未知。

## 地理
諾斯克里夫的座標為39°17′22″N 85°52′39″W / 39.28944°N 85.87750°W，而該地的平均海拔高度為202米（即663英尺）。